# Bazilika Santa Maria Gloriosa dei Frari
Bazilika Santa Maria Gloriosa dei Frari, běžně nazývaná jen Frari, je katolický františkánský kostel nacházející se ve čtvrti San Polo v italském městě Benátky. Byl vystavěn ve 13. století, vysvěcen byl ale až v roce 1492. Je to největší kostel ve městě a má status baziliky minor. Kostel je zasvěcen nanebevzetí Panny Marie. Impozantní stavba je postavena z cihel a je jedním ze tří pozoruhodných kostelů ve městě, které si zachovaly většinu svého gotického vzhledu. Stejně jako u mnoha jiných františkánských kostelů je exteriér poměrně prostý, a to i na přední fasádě. Takřka samostatně stojí věž se zvonicí, druhá nejvyšší ve městě, která byla opravena na počátku roku 2000 kvůli statickým problémům. Interiér je pozoruhodný mnoha hrobkami a uměleckými díly. Patří k nim Tizianovy oltářní obrazy Nanebevzetí Panny Marie na hlavním oltáři a Madona rodu Pesaro v kapli. Tizian je v kostele i pohřben, stejně jako sochař Antonio Canova, dóže Francesco Foscari nebo hudební skladatel Claudio Monteverdi. Na malířské výzdobě se podíleli i Palma il Giovane, Paolo Veneziano, Giambattista Pittoni, Alvise Vivarini nebo Bartolomeo Vivarini. Nejcennější sochy pocházejí od Donatella, socha Jana Křtitele z roku 1438 je jeho nejstarší benátské dílo. Starší soška Jana Křtitele od Jacopo Sansovina byla zničena. Bazilika také obsahuje jediné gotické lektorium v Benátkách. Františkánům byl kostel navrácen roku 1922.